# Варзеги
Варзе́ги (рос. Варзеги) — присілок у складі Юр'янського району Кіровської області, Росія. Входить до складу Івановського сільського поселення.
Населення становить 2 особи (2010, 2 у 2002).
Національний склад станом на 2002 рік — росіяни 100 %.